# Pak-verklikker
Een pak-verklikker of pak-marker is een detectiemiddel voor polycyclische aromatische koolwaterstoffen (paks).
Deze verklikkers – meestal in de vorm van een spuitbus – worden gebruikt om snel, in het veld te kunnen detecteren of een monster paks bevat. Na bespuiten van het monster met een verklikker kan aan de hand van de verkleuring worden bepaald of paks aanwezig zijn. De werking berust op de fluorescerende eigenschappen van pak-moleculen. De verkleuring is uitgesproken paars onder uv-licht. De pak-marker methode wordt gebruikt om indicatief vast te stellen of asfalt teerhoudend is. Teerhoudend asfalt mag in Nederland niet worden hergebruikt vanwege een te hoog gehalte aan paks.